# Carina Bär
Carina Bär (Heilbronn, 23 de enero de 1990) es una deportista alemana que compitió en remo.
Participó en dos Juegos Olímpicos de Verano, obteniendo dos medallas, plata en Londres 2012 y oro en Río de Janeiro 2016, en la prueba de cuatro scull.
Ganó cuatro medallas en el Campeonato Mundial de Remo entre los años 2010 y 2015, y cuatro medallas en el Campeonato Europeo de Remo entre los años 2010 y 2016.

## Palmarés internacional
| Juegos Olímpicos   | Juegos Olímpicos            | Juegos Olímpicos  | Juegos Olímpicos |
| Año                | Lugar                       | Medalla           | Prueba           |
| ------------------ | --------------------------- | ----------------- | ---------------- |
| 2012               | Londres (Reino Unido)       | Medalla de plata  | Cuatro scull     |
| 2016               | Río de Janeiro (Brasil)     | Medalla de oro    | Cuatro scull     |
| Campeonato Mundial |                             |                   |                  |
| Año                | Lugar                       | Medalla           | Prueba           |
| 2010               | Cambridge (Nueva Zelanda)   | Medalla de bronce | Cuatro scull     |
| 2013               | Chungju (Corea del Sur)     | Medalla de oro    | Cuatro scull     |
| 2014               | Ámsterdam (Países Bajos)    | Medalla de oro    | Cuatro scull     |
| 2015               | Aiguebelette (Francia)      | Medalla de plata  | Cuatro scull     |
| Campeonato Europeo |                             |                   |                  |
| Año                | Lugar                       | Medalla           | Prueba           |
| 2010               | Montemor-o-Velho (Portugal) | Medalla de plata  | Cuatro scull     |
| 2013               | Sevilla (España)            | Medalla de oro    | Cuatro scull     |
| 2015               | Poznań (Polonia)            | Medalla de oro    | Cuatro scull     |
| 2016               | Brandeburgo (Alemania)      | Medalla de oro    | Cuatro scull     |